# Parvattus
Parvattus là một chi nhện trong họ Salticidae.